# USS Rodgers (DD-254)
Za druga plovila z istim imenom glejte USS Rodgers.
USS Rodgers (DD-254) je bil rušilec razreda Clemson v sestavi Vojne mornarice Združenih držav Amerike.
Rušilec je bil poimenovan po treh Johnih Rodgersih: John Rodgers (1772-1838) (oče), John Rodgers (1812-1882) (sin) in John Rodgers (1881-1926) (vnuk).

## Zgodovina
V sklopu sporazuma rušilci za baze je bila 23. oktobra 1940 predana Kraljevi vojni mornarici, kjer so ladjo preimenovali v HMS Sherwood (I80).